# 花のステージ
『NHK花のステージ』（エヌエイチケイはなのステージ）は、1978年1月11日から1980年4月3日まで、NHK総合テレビの夜8時台に放送された音楽番組である。

## 概要
人気番組「歌のグランド・ショー」（第2期）の後を受けて登場した新趣向の歌謡番組。第一線歌手による歌謡パレードや舞台機構をふんだんに使った歌謡バラエティ。それにスペシャルゲストを迎えてのショータイムなどを取り混ぜた歌番組だった。
また出演者も歌手に限らず、人気俳優・女優も出演し、番組に彩を添えた。

## 放送時間
- 1978年1月11日 - 1978年3月29日：毎週水曜日 20:00 - 20:50
- 1978年4月6日 - 1980年4月3日：毎週木曜日 20:00 - 20:50

## レギュラー出演者
歴代司会者
- 1978年1月 - 1978年3月：伊東四朗、泉ピン子、桜田淳子
- 1978年4月 - 1978年12月：伊東四朗、小柳ルミ子
小柳がコンサート等で出演できない場合はゲスト歌手が代理司会。
- 1979年1月 - 1979年5月：植木等
- 1979年6月 - 1980年1月：植木等、宇崎竜童
- 1980年2月 - 4月（番組終了）
宇崎とゲスト歌手の一人がコンビで司会。

歴代アシスタント
- ザ・チェリーズ

## 番組の歴史
第1回の放送は1978年1月11日（水曜日）の夜8時からスタート。司会は伊東四朗、泉ピン子、桜田淳子の3人。アシスタントはこの番組からデビューした3人組女性アイドルのザ・チェリーズ。第1回のゲストは加山雄三、都はるみ、堺正章、南沙織、小柳ルミ子、西城秀樹、清水健太郎、高田みづえ、狩人。毎週一人（一組）スペシャルゲストが登場。
1978年4月から小柳ルミ子が司会者として登場、小柳の代わりに佐良直美や岡崎友紀なども司会を務める。また4月から毎月最終週は「特集・花のステージ」として、夜7時30分からの80分特番枠になり、『NHK紅白歌合戦』形式による歌合戦『紅勝て! 白勝て! 歌合戦』や『歌手が選ぶベストヒット』などの企画が行われる。尚、この特集企画時には原則として伊東･小柳（→植木･宇崎）は出演せず（または司会以外の役回りでの出演）、山川静夫アナウンサーが司会を担当した。
1979年1月11日から司会が植木等に代わる。また同年6月には司会に宇崎竜童も加わり、植木率いる「植木等チーム」と宇崎率いる「宇崎竜童チーム」の対決形式で構成する歌謡ショーとなる。例えば、植木率いる「ひらがな・カタカナチーム」（ゲスト歌手：フランク永井、ジュディ・オング、さとう宗幸）と、宇崎率いる「漢字チーム」（ゲスト歌手：田辺靖雄、藤圭子、欧陽菲菲）の対抗歌合戦 ［過去放送分］…といった具合に、毎週異なる一つのテーマを掲げ、ゲスト歌手が二手に分かれてチーム対抗戦を繰り広げる。
1980年1月24日の放送を最後に植木が病気療養のため急遽降板。以降はゲスト歌手の一人が宇崎とペアで司会をすることとなる。
2017年3月29日に美空ひばり生誕80周年記念として発売された『永遠の美空ひばり 紅白のすべてと伝説のNHK番組』に、1978年放送の「競演!ひばり・北島・五木」と1979年放送の「納涼演歌まつり」（森進一・島倉千代子と共演）の回が収録されている。
2023年4月12日放送の『天然素材NHK』で、1978年5月25日放送分（伊東・小柳時代）でのSFコント特集「SFバラエティー宇宙最前線」が放送された。